# Vallisneria rubra
Vallisneria rubra là một loài thực vật có hoa trong họ Hydrocharitaceae. Loài này được (Rendle) Les & S.W.L.Jacobs mô tả khoa học đầu tiên năm 2008.